# Franz Josef Pruys
Franz Josef Pruys (* 31. Dezember 1887 in Warendorf, Westfalen; † Dezember 1944 in Castrop-Rauxel) war ein deutscher Redakteur und Journalist. Er gilt als „Chronist des Lebens“ von Castrop-Rauxel und man nannte ihn schlechthin „Franz Josef“.

## Leben und Wirken
Pruys studierte zunächst Rechtswissenschaft, wandte sich dann aber einer journalistischen Ausbildung zu und fand seine erste Anstellung in Osnabrück. Am 2. Januar 1919 wurde er Schriftleiter des Stadtanzeigers für Castrop-Rauxel und Umgebung und übte die Funktion als Chefredakteur (Hauptschriftleiter) über 25 Jahre bis zum Tod wenige Monate vor dem Ende des Zweiten Weltkrieges aus. Daneben verfasste er auch Erzählungen und Feuilletons. Der von ihm herausgegebene Almanach der Freude musste am Ende der Inflationszeit sein Erscheinen einstellen. Die letzten Jahre war Pruys aufgrund von Krankheit an das Bett gefesselt.

## Schriften (Auswahl)
- Faustulus und die Madonna. Ein Kulturfilm aus dem Studentenleben. Wolfenbüttel 1920.
- (Hrsg.): Almanach der Freude. Ein heiterer Kranz für frohe Leute auf das Jahr 1921., Verlag der Freude, Wolfenbüttel 1921.
- Unter einem Fliederbusch... Nokturno. In: Hausbücher für Sachsen. 2. Jg., Heft 6 (Juni 1921), S. 23 f.
- (Hrsg.): Almanach der Freude. Ein heiterer Kranz für frohe Leute auf das Jahr 1922., Verlag der Freude, Wolfenbüttel 1922.
- (Hrsg.): Almanach der Freude. Ein heiterer Kranz für frohe Leute auf das Jahr 1923., Verlag der Freude, Wolfenbüttel 1923.
- (Hrsg.): Almanach der Freude. Ein heiterer Kranz für frohe Leute auf das Jahr 1924., Verlag der Freude, Wolfenbüttel 1924.
- Die Nachkriegsjahre bis zum Ende der Franzosenzeit in Castrop-Rauxel. In: Hermann Wiggermann (Bearb.): Castrop-Rauxel. Heimatbuch zur 1100 Jahrfeier 834 bis 1934. Castrop-Rauxel 1934, S. 120–143.